# Эффект Бенджамина Франклина

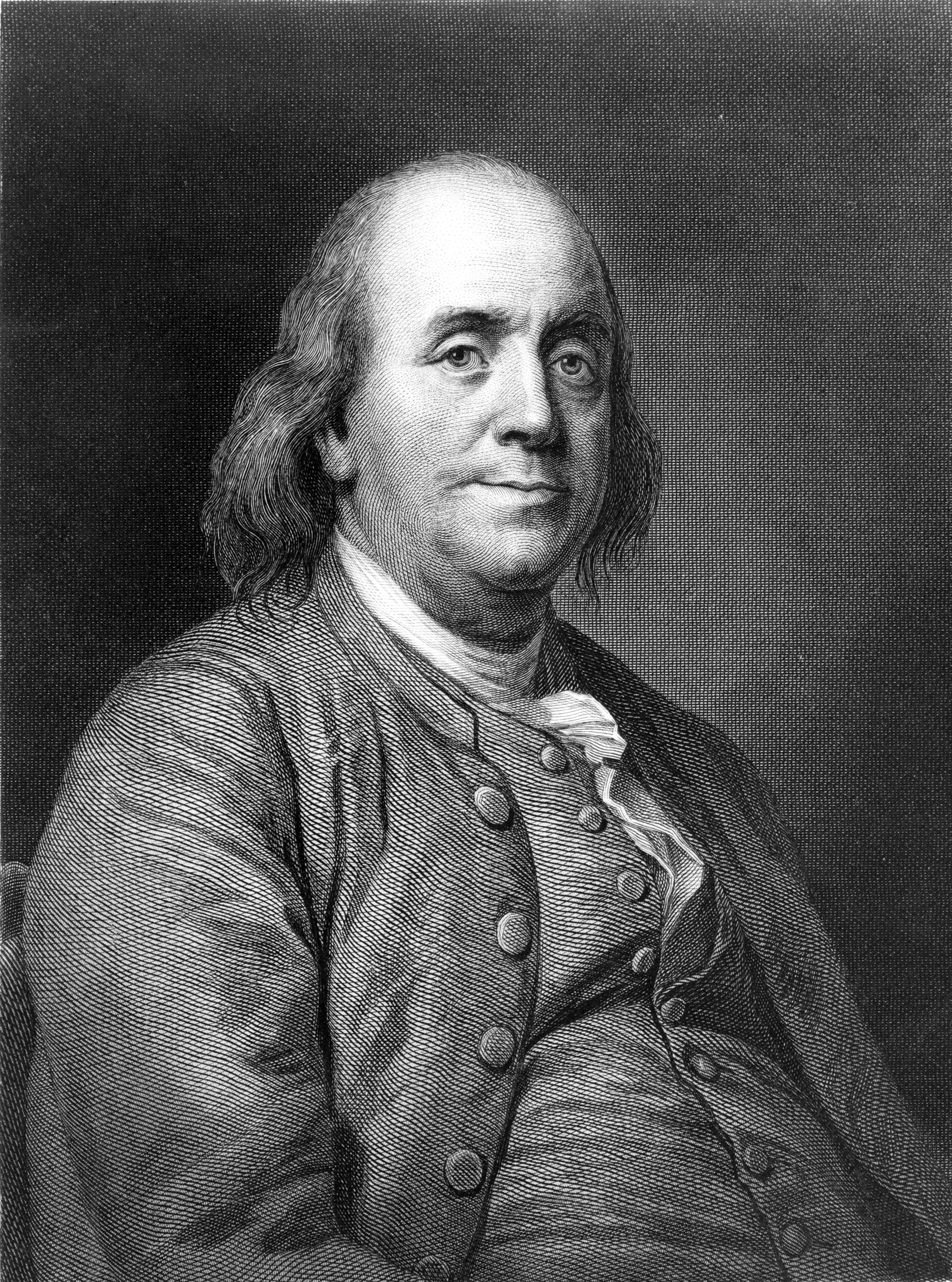
Бенджамин Франклин — человек, в честь которого получил название данный эффект.

Эффект Бенджамина Франклина — психологический эффект, заключающийся в том, что человек, сделавший что-то хорошее для другого человека, с большей вероятностью ещё раз поможет этому человеку, нежели если бы он получил помощь от него. Объяснением этому может быть то, что наш мозг видит причину, по которой мы помогли, в том, что этот человек нам симпатичен. Противоположным также считается случай, когда мы ненавидим человека, с которым поступили неправильно. Мы обесчеловечиваем его, чтобы оправдать плохие поступки, которые мы ему сделали.
Было высказано предположение, что солдаты, которые убили вражеских военнослужащих в боевых ситуациях, впоследствии ненавидели их, потому что этот психологический манёвр помогал «уменьшить диссонанс убийства».
Другими словами, «эффект Бенджамина Франклина» — это «результат того, что в каждом человеке формируется личность, которая сама себя подкрепляет; по этой причине любые несоответствия в вашей личной истории переписываются, редактируются, и перетолковываются».

## Наблюдение эффекта Бенджамином Франклином
Бенджамин Франклин, в честь которого назван эффект, цитирует то, что он назвал «старым изречением» в автобиографии: 
Тот, кто однажды сделал вам добро, охотнее снова поможет вам, чем тот, кому вы сами помогли.
В автобиографии Франклин объясняет, как он относился к враждебности соперника-законодателя, когда он служил в законодательном органе Пенсильвании в XVIII веке:

Услышав, что в его библиотеке имеется очень редкая и интересная книга, я послал ему записку, в которой выразил свое желание прочитать эту книгу и попросил оказать мне любезность одолжить ее мне на несколько дней. Он прислал ее немедленно, и я вернул ее приблизительно через неделю с запиской, в которой горячо поблагодарил за его услугу. Когда мы следующий раз встретились в Палате, он заговорил со мной, чего раньше никогда не делал, и притом весьма любезно; и в дальнейшем он неизменно обнаруживал готовность оказывать мне услуги во всех случаях, так что мы вскоре стали большими друзьями, и наша дружба продолжалась до самой его смерти.
Оригинальный текст (англ.)Having heard that he had in his library a certain very scarce and curious book, I wrote a note to him, expressing my desire of perusing that book, and requesting he would do me the favour of lending it to me for a few days. He sent it immediately, and I return'd it in about a week with another note, expressing strongly my sense of the favour. When we next met in the House, he spoke to me (which he had never done before), and with great civility; and he ever after manifested a readiness to serve me on all occasions, so that we became great friends, and our friendship continued to his death.

## Исследования
Эккер и Лэнди в 1969 году провели исследование, в котором пригласили студентов принять участие в соревновании «Вопросы и ответы», в котором они могли выиграть деньги. После того, как этот конкурс закончился, человек, проводивший исследование попросил одну треть победивших студентов вернуть деньги, аргументируя это тем, что для выплаты победителям он использовал их из собственного кармана, и они у него сейчас в недостатке. Другую треть испытуемых деньги попросил вернуть секретарь, мотивировав это тем, что запас денег в отделе психологии был очень мал. Последнюю треть участников не просили вернуть деньги. Затем у всех трёх групп поинтересовались, насколько им понравился человек, проводивший исследование. Второй группе он понравился меньше всего, а первой больше всего. Предположительно, запрос на возврат денег через посредника уменьшил их симпатию, в то время как просьба напрямую увеличила симпатию.
В 1971 году в Университете Северной Каролины психологи Джон Шоплер и Джон Компер провели следующий эксперимент:
Испытуемые провели тесты обучаемости соучастников, притворившихся другими учениками. Субъектам было сказано что ученики будут наблюдать за учителями, выстукивающими палочкой длинные серии по ряду деревянных кубиков. Затем испытуемых попросят повторить действия. Каждый учитель должен был испытать два разных метода обучения на двух разных людях. В одном случае учителя хвалили студента, когда тот повторял серию без ошибок. В другом случае, учитель оскорблял и критиковал испытуемого, когда тот путался. Затем преподаватели заполнили опросный лист, в котором содержались вопросы о том, насколько привлекательными (как человек, а не романтически) и симпатичными для них были испытуемые. По результатам эксперимента субъекты, получившие оскорбления и критику, были оценены как менее привлекательные, нежели чем те, кто получал поддержку. Отношение преподавателей к ученикам было сформировано их же обращением с ними.

## Эффект как пример когнитивного диссонанса
Эффект Бенджамина Франклина был приведен в качестве примера в теории когнитивного диссонанса, в которой говорится, что люди перестраивают свое отношение или поведение для того, чтобы устранить напряженность или «диссонанс» между их мыслями, отношениями и действиями. В случае эффекта Бенджамина Франклина диссонанс находится между негативным отношением субъекта к другому человеку и знанием того, что человек благосклонен. Один научный блогер объяснил этот эффект следующим образом:

Современная теория самовосприятия говорит нам о том, что наш мозг ведет себя как сторонний наблюдатель, постоянно наблюдая за тем, что мы делаем, а затем выдумывая объяснения действиям, которые впоследствии влияют на наши представления о нас самих. Наш наблюдающий мозг не любит, когда наши действия не соответствуют убеждениям которые мы имеем о себе, — ситуация, обычно называемая когнитивным диссонансом. Итак, когда ваше поведение противоречит вашим убеждениям (например, в случае когда вы делаете что-то хорошее для кого-то, кто вам может очень не нравиться или наоборот, когда вы делаете что-то плохое человеку, о ком вы должны заботиться), этот конфликт немедленно вызывает тревожные сигналы в вашем мозгу. У мозга на это есть очень умный ответ — речь о том, чтобы изменить ваше восприятие с целью уменьшить конфликт и отключить сигналы тревоги.

## Применения
Было отмечено, что Эффект Бенджамина Франклина может быть очень полезным для улучшения отношений между коллегами.
В области продаж Эффект Бенджамина Франклина может быть использован для создания атмосферы взаимопонимания с желаемым клиентом. Вместо того, чтобы предлагать помощь потенциальному клиенту, продавец может просто попросить его о помощи:

Попросите их поделиться с вами мнением о том, какие преимущества продукта им нравятся, что они думают сейчас возглавляет рынок, или какие продукты могут представлять интерес для них даже спустя несколько лет. Эта чистая услуга, оставшаяся неоплаченной, может посадить зерно симпатии, которая повысит вашу способность зарабатывать и инвестировать в будущем.

Эффект Бенджамина Франклина можно наблюдать и в успешных отношениях наставника с подопечным. Однако попытка активно отвечать взаимным интересам с наставником может иметь и обратный эффект, поскольку смена ролей и непрошеная помощь могут поставить наставника в неловкую ситуацию.
Эффект Бенджамина Франклина был приведен в бестселлере Дейла Карнеги «Как завоёвывать друзей и оказывать влияние на людей». Карнеги интерпретирует просьбу об услуге как «тонкую, но эффективную форму лести». Как отмечает сам Карнеги, когда мы просим коллегу оказать нам услугу, мы сигнализируем о том, что считаем, что у него есть то, чего у нас нет, будь то больше интеллекта, больше знаний, больше навыков или что-то еще. Это еще один способ выказать свое восхищение и уважение тому, кто возможно не замечал вас раньше. Это сразу же поднимает их мнение о нас и пробуждает желание с радостью помочь снова, потому что вы начали искренне нравиться этому человеку.
На примере дрессировки собак было также отмечено что Эффект Бенджамина Франклина работает и во взаимоотношениях человека с домашними питомцами. Он показывает, что то, как мы относимся к нашим собакам во время тренировок, влияет на то, как мы относимся к ним как к индивидуумам — в частности, насколько они нам нравятся. Когда мы делаем приятные вещи для наших собак, например в форме лакомств, похвал, ласки и игр, то это приводит к тому, что мы любим их больше. В обратном же случае, если мы будем использовать резкие слова, или удары в попытке изменить поведение собаки, наша любовь к ней будет ослабевать.